# Победа (Шегарский район)
Побе́да — посёлок в Шегарском районе Томской области, центр Побединского сельского поселения.

## География
Посёлок расположен на правом берегу р. Оби, в 7 км от районного центра села Мельниково.

## Население
| 1926  | 2002  | 2010  | 2012  | 2013  | 2014  | 2015  |
| ----- | ----- | ----- | ----- | ----- | ----- | ----- |
| 45    | ↗2075 | ↘2068 | ↘2028 | ↗2109 | ↗2124 | ↘2094 |
| 2021  |       |       |       |       |       |       |
| ↘2025 |       |       |       |       |       |       |

## История
История посёлка начинается в 1897 г., когда на противоположном от волостного центра с. Богородское берегу Оби был организован лесоохранный пункт — Кордон № 1. В 1926 году состоял из 14 хозяйств, основное население — русские. В составе Богородского сельсовета Богородского района Томского округа Сибирского края. В 1930-е годы на кордоне организовывается леспромхоз по которому посёлок и получает своё новое название. В 1946 г. в честь победы в Великой Отечественной войне поселок Леспромхоз был переименован в Победу'.

## Галерея

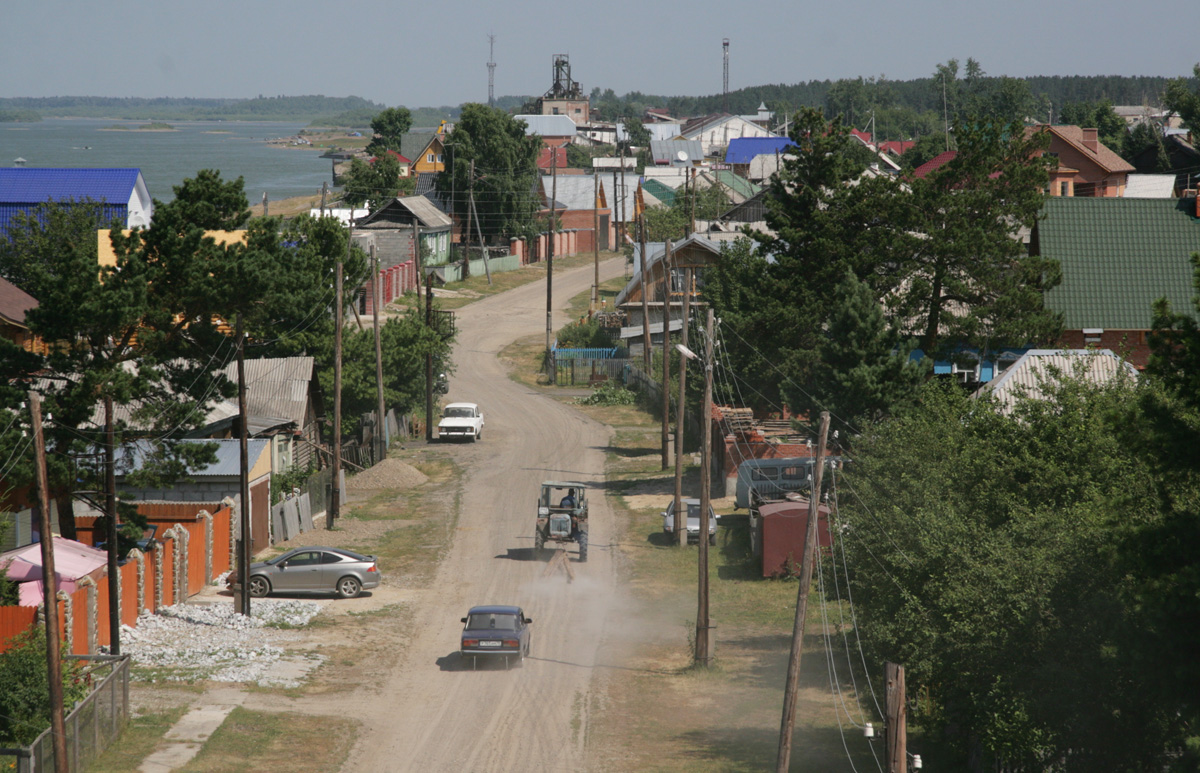
Улица в пос. Победа
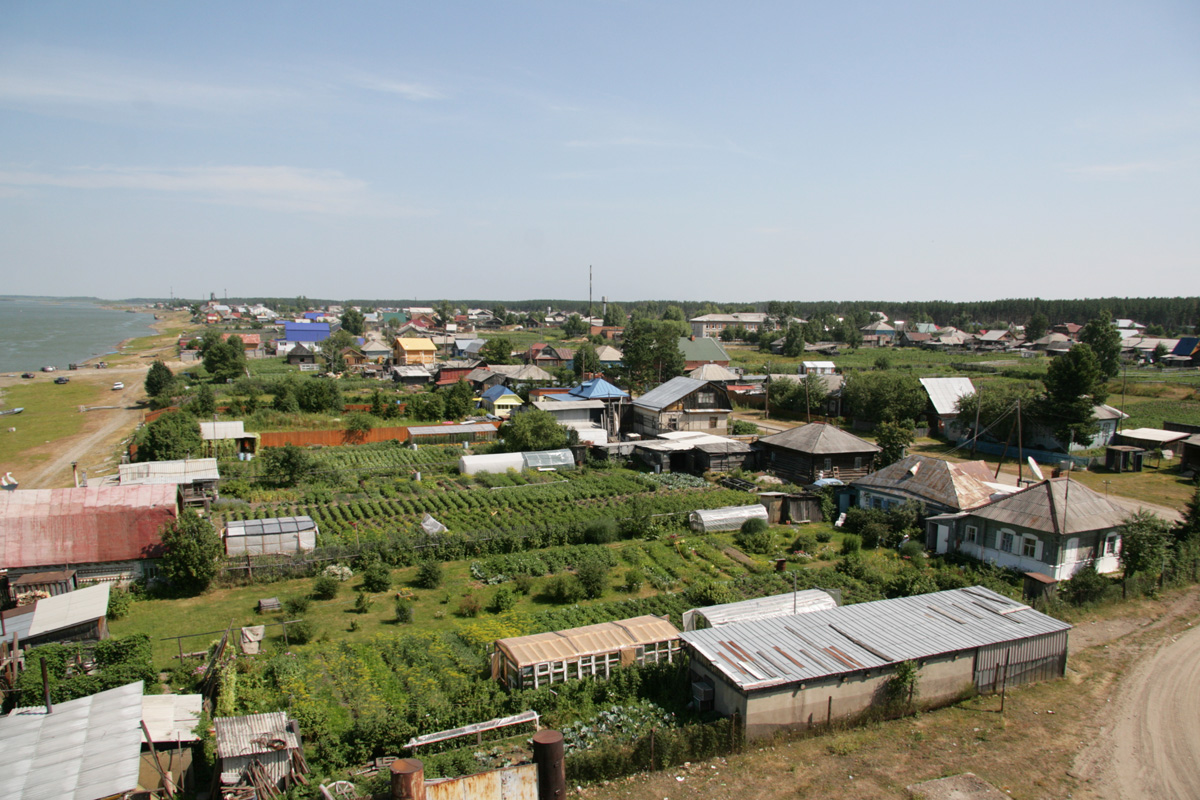
Вид на пос. Победа с Шегарского моста